# Adam Václavík
Adam Václavík (Jilemnice, 18 de febrero de 1994) es un deportista checo que compite en biatlón. Ganó una medalla de plata en el Campeonato Europeo de Biatlón de 2020, en la prueba de supervelocidad.

## Palmarés internacional
| Campeonato Europeo | Campeonato Europeo           | Campeonato Europeo | Campeonato Europeo |
| Año                | Lugar                        | Medalla            | Prueba             |
| ------------------ | ---------------------------- | ------------------ | ------------------ |
| 2020               | Minsk-Raubichi (Bielorrusia) | Medalla de plata   | Supervelocidad     |